# Élections législatives de 1986 dans la Haute-Garonne
Les élections législatives françaises de 1986 ont lieu le 16 mars 1986. Dans le département de la Haute-Garonne, huit députés sont à élire dans le cadre d'un scrutin proportionnel par liste départementale à un seul tour.
Le Conseil constitutionnel annula le scrutin, une élection partielle est tenue dans l'année.

## Élus
| Député élu            |  | Parti                  |
| --------------------- |  | ---------------------- |
| Alex Raymond          |  | PS                     |
| Gérard Bapt           |  | PS                     |
| Jacques Roger-Machart |  | PS                     |
| Pierre Ortet          |  | PS                     |
| Dominique Baudis      |  | UDF (CDS)              |
| Jean Diebold          |  | Divers droite (ex-RPR) |
| Pierre Montastruc     |  | UDF (Rad)              |
| Jean-Paul Séguéla     |  | RPR                    |

## Positionnement des partis
Dans le département, onze listes sont en présence.
À gauche, le député-maire de Colomiers Alex Raymond conduit la liste de la majorité socialiste sortante « Pour une majorité de progrès avec le président de la République », où figure aussi les députés sortants Gérard Bapt, Jacques Roger-Machart et Pierre Ortet. Celle du Parti communiste est dirigée par le député européen René Piquet et celle des Verts par Jacques Desmeules.
Du côté de l'opposition de droite, l'Union pour la démocratie française et le Rassemblement pour la République présentent des listes séparées. Celle de l'UDF (« Union pour la Haute-Garonne ») est emmenée par Dominique Baudis (CDS), maire de Toulouse, tandis que celle du RPR et du CNI (« Liste RPR-CNI de la Haute-Garonne ») est conduite par Jean-Paul Séguéla, conseiller général du canton de Montastruc-la-Conseillère et maire de Bessières.
Enfin, on compte deux listes d'extrême droite, celle du Front national, dite de « Rassemblement national », dirigée par Gilbert Melac et celle du Parti ouvrier européen par M. Campan, trois listes d'extrême gauche (Lutte ouvrière par Anne-Marie Laflorentie, Ligue communiste révolutionnaire par Jean-Paul Fonvieille et Mouvement pour un parti des travailleurs par Bernard Rougé), et une du Parti humaniste emmenée par Mme Thévenot.

## Annulation
Le conseil constitutionnel annula le scrutin. Il est remarqué qu'un candidat de la liste « Pour l'Avenir de la Démocratie » menée par Gérard Houteer, Gérard Salvan, figurait également sur la liste « Rassemblement des usagers des services publics, des contribuables et des groupements de défense » (R.U.C.) pour la circonscription des Hautes-Alpes, ce qui est interdit par le code électoral. La signature de Salvan fut falsifiée, et il nie toute initiative pour candidater dans les Hautes-Alpes. Mais le préfet (Commissaire de la République) de Haute-Garonne annula la liste de Gérard Houteer, alors qu'il aurait dû saisir le tribunal administratif, la seule institution habileté à la nullité d'une liste. Selon le conseil constitutionnel, le non-enregistrement de « Pour l'Avenir de la Démocratie » affecta l'élection qui doit être refaite,,.

## Résultats

### Résultats à l'échelle du département
| Liste Parti politique | Liste Parti politique                                                                              | Tête de liste          | Tour unique | Tour unique | Sièges |
| Liste Parti politique | Liste Parti politique                                                                              | Tête de liste          | Voix        | %           | Sièges |
| --------------------- | -------------------------------------------------------------------------------------------------- | ---------------------- | ----------- | ----------- | ------ |
|                       | Pour une majorité de progrès avec le président de la République Parti socialiste (MRG)             | Alex Raymond           | 165 496     | 37,90       | 4      |
|                       | Union pour la Haute-Garonne Union pour la démocratie française (CDS - PR - Rad)                    | Dominique Baudis       | 148 631     | 34,04       | 3      |
|                       | Liste RPR-CNI de la Haute-Garonne Rassemblement pour la République (CNI)                           | Jean-Paul Séguéla      | 40 057      | 9,17        | 1      |
|                       | Liste présentée par le Parti communiste français Parti communiste français                         | René Piquet            | 34 864      | 7,98        | 0      |
|                       | Rassemblement national Front national                                                              | Gilbert Melac          | 34 462      | 7,89        | 0      |
|                       | Les Verts                                                                                          | Jacques Desmeules      | 6 746       | 1,54        | 0      |
|                       | Liste Lutte ouvrière Lutte ouvrière                                                                | Anne-Marie Laflorentie | 2 878       | 0,66        | 0      |
|                       | Liste du Parti ouvrier européen Extrême droite (Parti ouvrier européen)                            | Jean Campan            | 1 075       | 0,24        | 0      |
|                       | Mouvement pour un parti des travailleurs Extrême gauche (Mouvement pour un parti des travailleurs) | Bernard Rougé          | 1 059       | 0,24        | 0      |
|                       | Ligue communiste révolutionnaire                                                                   | Jean-Paul Fonvieille   | 972         | 0,22        | 0      |
|                       | Parti humaniste PH                                                                                 | Odile Thévenot         | 421         | 0,09        | 0      |
|                       | |                        |             |             |        |
| Inscrits              | Inscrits                                                                                           | Inscrits               | 567 920     | 100,00      | 8      |
| Abstentions           | Abstentions                                                                                        | Abstentions            | 112 413     | 19,79       |        |
| Votants               | Votants                                                                                            | Votants                | 455 507     | 80,21       |        |
| Blancs et nuls        | Blancs et nuls                                                                                     | Blancs et nuls         | 18 846      | 4,14        |        |
| Exprimés              | Exprimés                                                                                           | Exprimés               | 436 661     | 95,86       |        |

### Scores par circonscription
|                                            |                                            |                                          |
| PS                                         | UDF                                        | RPR                                      |
| - 40 % et plus - 35 à 40 % - Moins de 35 % | - 35 % et plus - 33 à 35 % - Moins de 33 % | - 11 % et plus - 9 à 11 % - Moins de 9 % |

### Listes complètes en présence
| Liste Étiquette politique (partis et alliances) | Liste Étiquette politique (partis et alliances)                                                                                    | Candidats (et remplaçants éventuels) |
| ----------------------------------------------- | --- | --- |
|                                                 | Pour une majorité de progrès avec le président de la République Parti socialiste - Mouvement des radicaux de gauche                | 1. Alex Raymond 2. Gérard Bapt 3. Jacques Roger-Machart 4. Pierre Ortet 5. Hélène Mignon 6. Jacques Pic 7. Nicole Viargues 8. Robert Loïdi ————————————9. Abel Laradji 10. Marie Bried-Mourier                                                                       |
|                                                 | Union pour la Haute-Garonne Union pour la démocratie française (Centre des démocrates sociaux - Parti républicain - Parti radical) | 1. Dominique Baudis (CDS) 2. Jean Diebold (DVD, ex-RPR) 3. Pierre Montastruc (PRV) 4. Pierre Baudis (CDS) 5. Françoise de Veyrinas (CDS) 6. Bertrand Pradère 7. Bernard Moulères (DVD) 8. Albert Tissandie ————————————9. Jacques Rolland 10. Jean-Luc Moudenc (CDS) |
|                                                 | Liste RPR-CNI de la Haute-Garonne Rassemblement pour la République - Centre national des indépendants                              | 1. Jean-Paul Séguéla 2. Robert Huguenard 3. Jean-Baptiste Maylin 4. Jeanine Cavanhac 5. Auguste Savelli 6. Jean Cugno 7. Anne-Marie Touaty 8. Roger Orsola ————————————9. Bernard Plassin 10. Eugène Bonnet                                                          |
|                                                 | Liste présentée par le Parti communiste français Parti communiste français                                                         | 1. René Piquet 2. Martine Blanco 3. Jean Zanesco 4. Martine Ceneda 5. Alain Pécastaing 6. Roger Fargues 7. Simone Rinaldi 8. Jean-Claude Garric ————————————9. Jean Navals 10. Nicole Estève                                                                         |
|                                                 | Liste de Rassemblement national présentée par le Front national et Jean-Marie Le Pen Front national                                | 1. Gilbert Melac 2. Michel Lorrain 3. Jean-Pierre Bousquet 4. André Cathala-Delmas 5.Yves Dahot 6. Pierre Maurel 7. Marie-Françoise Sans-Bonnet 8. Bernard Cassagneau ————————————9. Serge Laroze 10. Louis de Larminat                                              |
|                                                 | Liste Les Verts Les Verts | 1. Jacques Desmeules 2. Patrice Stobeo 3. Pascal Veyssi 4. Jean-René Gouilly 5.Aline Sellier 6. Marcel Troy 7. Jacques Lafite 8. Jean-Luc Godbert ————————————9. André Benvenuti 10. Christian Moretto                                                               |
|                                                 | Liste Lutte ouvrière Lutte ouvrière                                                                                                | 1. Anne-Marie Laflorentie 2. Robert Roig 3. Elisabeth Podgorny 4. Michèle Puel 5.Georges Lorente 6. Jacqueline Santi 7. Michel Laserge 8. Christine Morlans ————————————9. Claude Cauchois 10. Henri Martin                                                          |
|                                                 | Liste du Parti ouvrier européen Parti ouvrier européen                                                                             | 1. Jean Campan 2. Michel Totu 3. Arnaud Messéan 4. Jean-Michel Dutuit 5.Pierrette Eny 6. Eugène Dufag 7. André Donzet 8. François Bruller ————————————9. Marie Vernon 10. Jean-Pierre Janod                                                                          |
|                                                 | Liste du Mouvement pour un parti des travailleurs Mouvement pour un parti des travailleurs                                         | 1. Bernard Rougé 2. Rolande Schreiner 3. Fabrice Rastoul 4. Jean-Philippe Berger 5.Anne-Edith Bloch-Rougé 6. Bernard Nestasio 7. Yannick Delpoux 8. Eliane Added ————————————9.André Vermande 10. Ariane Cancel                                                      |
|                                                 | Liste Ligue communiste révolutionnaire Ligue communiste révolutionnaire                                                            | 1. Jean-Paul Fonvieille 2. Christian Gutierrez 3. Eliane Miednik 4. Alain Bardel 5.Marthe Miquel 6. Raymond Coustures 7. Colette Levade 8. Georges Malet ————————————9.Marie Mélier 10. Jean-Baptiste Lagarde                                                        |
|                                                 | Liste Parti humaniste Parti humaniste                                                                                              | 1. Odile Thévenot 2. Christophe Gilbert 3. Madeleine Aiello 4. Michel Milleret 5.Sylvia Mailleux 6. François Monteillet 7. Nathalie Boga 8. Olivier Chalmeau ————————————9.Monique Carrasco 10. Eric Gadoullet                                                       |